# Северная энциклопедия
Се́верная энциклопе́дия — российское энциклопедическое издание из одного тома и одного CD-ROM (содержащего музыку, карты, диаграммы, изображения, полную библиографию), посвящённое Северу и представляющее свод энциклопедических сведений по всем направлениям арктического знания.

## Издание
В томе 1200 страниц, 4500 словарных статей, 2000 иллюстраций. Иллюстративный ряд составляют чёрно-белые и цветные фотографии, репродукции произведений живописи, рисунки и карты. Издание сопровождается компакт-диском, содержащим 119 фонограмм этнической музыки народов Севера, Сибири и Дальнего Востока России.
Издание подготовлено коллективом специалистов научных и учебных учреждений Российской академии наук, музеев Санкт-Петербурга, городов Сибири и Крайнего Севера. Выпущено в 2004 году на русском и английском языках (англ. Practical Dictionary of Siberia and the North; руководители переводческого проекта — О. Варшавер и Н. Калошина).
В 2017 году выпущено обновленное, расширенное и переработанное издание в двух томах под названием «Арктическая энциклопедия».

## Круг тем
В энциклопедии сведены естественнонаучные (географические, геологические, биологические), экономические, исторические, археологические, этнографические сведения, представлены около 100 народов и народностей Крайнего Севера, Сибири и Дальнего Востока России.

По оценке академика РАН В. М. Котлякова: 
Впервые в истории отечественного книгоиздания читателям предложен столь впечатляющий круг тем, касающихся истории и современной жизни Российского Севера. Через судьбы и деяния сотен первопроходцев и исследователей прослежена история открытия и освоения Арктики, описаны маршруты и результаты научных экспедиций на Север и Дальний Восток. Обширны материалы, касающиеся советского периода изучения Арктики, прежде всего освоения Северного морского пути, героический рейд станции «Северный полюс-1». Энциклопедия впервые даёт исчерпывающий перечень географических объектов Российского Севера, уделяет пристальное внимание его природе. Тревожная тема издания — техногенные загрязнения природной среды Арктики.

## Оценки
«Книжное обозрение» отмечает, что в энциклопедии «представлен непривычный, очень динамичный, отнюдь не фольклорный портрет… Севера»: 
Составители постарались включить всё, не уклоняясь от самых мрачных страниц истории освоения страны. Удалось соблюсти академический подход, не впадая ни в ура-патриотизм, ни в обличительный пафос. Герои-полярники, комсомольцы-добровольцы… Транспорты с з/к, «номерные» стройки, палачи и жертвы ГУЛАГа — здесь же, рядом…

В числе особенностей издания рецензенты отмечают соединение научности и популярности изложения: 
…История российского Севера предстаёт в энциклопедии с такой полнотой и всеохватностью, что и имена, и названия, порой сложные для русского языка, постепенно становятся близкими и понятными.
В 2006 году издание отмечено дипломом лауреата Первого всероссийского книжного конкурса «Малая Родина».